# Скармањо
Скармањо (итал. Scarmagno) је насеље у Италији у округу Торино, региону Пијемонт.
Према процени из 2011. у насељу је живело 380 становника. Насеље се налази на надморској висини од 283 м.

## Становништво
Према резултатима пописа становништва 2011. у општини је живело 812 становника.
| 1931. | 1936. | 1951. | 1961. | 1971. | 1981. | 1991. | 2001. | 2011. |
| ----- | ----- | ----- | ----- | ----- | ----- | ----- | ----- | ----- |
| 765   | 699   | 629   | 628   | 698   | 815   | 776   | 740   | 812   |